# Klaus Hurrelmann

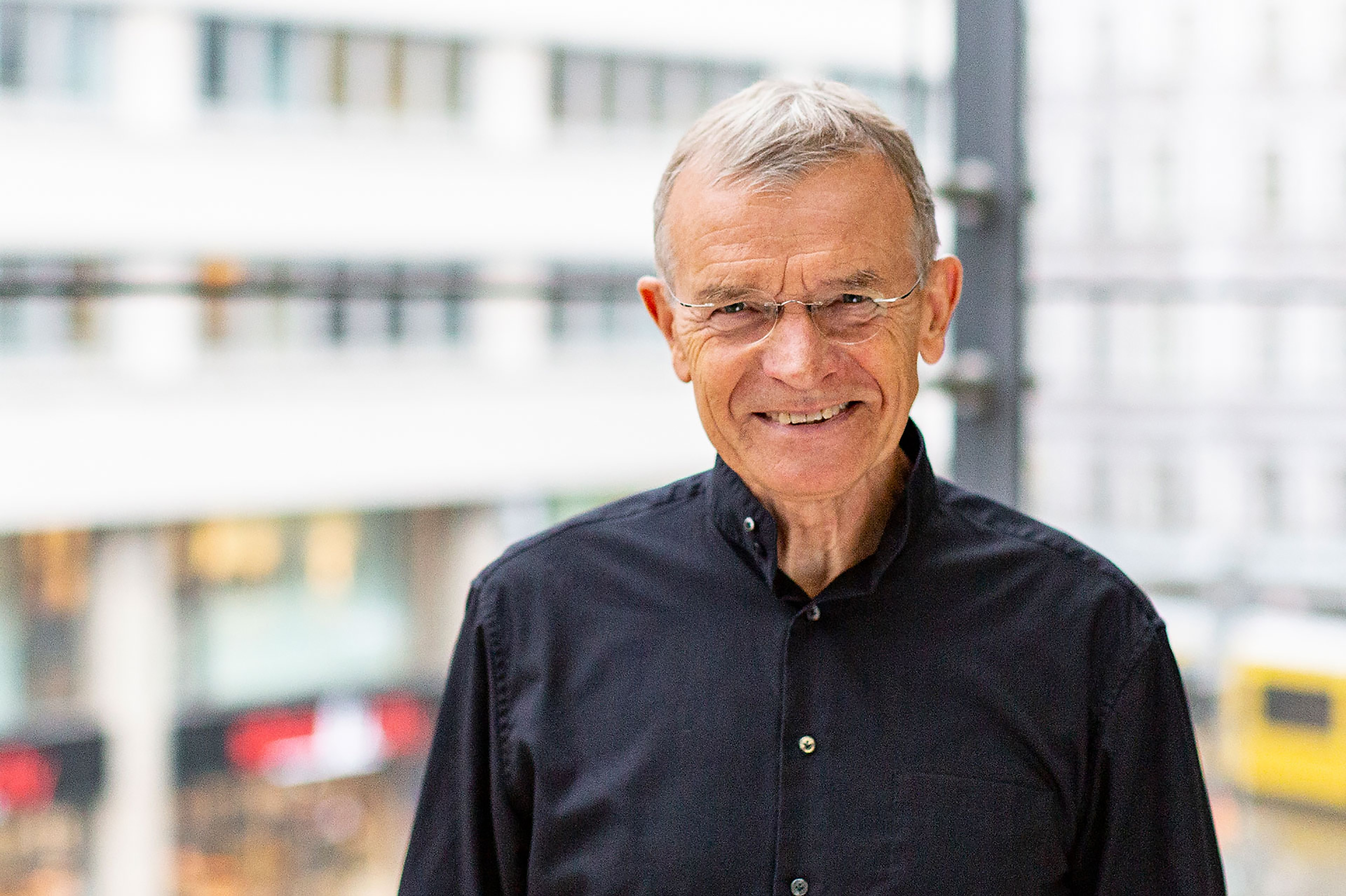
Klaus Hurrelmann (2020)

Klaus Hurrelmann (* 10. Januar 1944 in Gotenhafen) ist ein deutscher Sozial-, Bildungs- und Gesundheitswissenschaftler. Nach langjähriger Tätigkeit an der Universität Bielefeld arbeitet er seit 2009 als Professor of Public Health and Education an der Hertie School in Berlin.

## Biografie
Geboren wurde Klaus Hurrelmann in Gotenhafen, heute Gdynia bei Danzig. Aufgewachsen ist er in Nordenham. Sein Abitur machte er an der Humboldtschule Bremerhaven.
Aus seiner ersten Ehe mit Bettina Hurrelmann (verstorben 2015), Professorin für Germanistik an der Universität Köln, stammen ein Sohn und eine Tochter. In zweiter Ehe ist er verheiratet mit Doris Schaeffer, Professorin für Gesundheitswissenschaften an der Universität Bielefeld.

### Ausbildung
Hurrelmann studierte an den Universitäten in Münster und Freiburg und der University of California in Berkeley (USA) Soziologie, Psychologie und Pädagogik. 1968 absolvierte er sein Diplom, 1971 die Promotion in Soziologie an der Universität Münster. Die Doktorarbeit hatte das Thema „Unterrichtsorganisation und schulische Sozialisation“. 1975 habilitierte er sich an der Universität Bielefeld mit der Arbeit „Erziehungssystem und Gesellschaft“.

### Berufsleben
Von 1968 bis 1970 war Hurrelmann Projektleiter der „Arbeitsgruppe Hauptschule“ an der Pädagogischen Hochschule in Münster. Von 1970 bis 1974 arbeitete er als wissenschaftlicher Mitarbeiter an der Universität Bielefeld in der Fakultät für Soziologie mit den Arbeitsschwerpunkten Sozialisations- und Bildungsforschung.
Nach der Habilitation übernahm er 1975 den Lehrstuhl Bildung und Sozialisation an der Universität Essen. 1980 folgte er einem Ruf der Universität Bielefeld auf den Lehrstuhl Sozialisationsforschung. Hurrelmann war erster Dekan der neu gegründeten „Fakultät für Pädagogik“. Von 1986 bis 1998 leitete er den von ihm mit begründeten Sonderforschungsbereich der Deutschen Forschungsgemeinschaft (DFG) „Prävention und Intervention im Kindes- und Jugendalter“.
1993 wechselte Hurrelmann an die neu gegründete Fakultät für Gesundheitswissenschaften in Bielefeld. Er wurde zum Gründungsdekan gewählt und war für den Aufbau der bis heute einzigen voll ausgebauten deutschen School of Public Health verantwortlich. In der Fakultät für Gesundheitswissenschaften übernahm er die Erforschung des Gebietes Prävention und Gesundheitsförderung. Er baute im Auftrag der Weltgesundheitsorganisation das Collaboration Centre for Child and Adolescent Health Promotion auf. Das Zentrum koordinierte bis 2012 die repräsentativen Gesundheitserhebungen bei 11- bis 15-jährigen Jugendlichen in der Bundesrepublik Deutschland, die alle vier Jahre im Rahmen der europaweiten Studie Health Behaviour in School-aged Children (HBSC) durchgeführt wurden. Von 1996 bis 2004 war er außerdem Direktor am Institut für Bevölkerungsforschung und Sozialpolitik. Er hatte Gastprofessuren an der New York University (1998) und an der University of California in Los Angeles (1999) inne.
Seit März 2009 ist Hurrelmann Professor für Public Health and Education an der Hertie School of Governance in Berlin. Sein Arbeitsschwerpunkt liegt in der Verbindung von Sozial-, Bildungs- und Gesundheitspolitik, um umfassende Interventionsstrategien zur Prävention von sozialen und gesundheitlichen Benachteiligungen zu entwickeln. Außerdem führt er vergleichende Studien zu Einstellungen, Wertorientierungen und Verhaltensweisen von Jugendlichen durch. Dazu gehören die Shell-Jugendstudien und Jugendstudien in 15 osteuropäischen und zentralasiatischen Ländern, die durch die Friedrich-Ebert-Stiftung gefördert werden. Seit 2019 veröffentlicht er zusammen mit Simon Schnetzer die regelmäßig erscheinenden Trendstudien „Jugend in Deutschland“, die auf repräsentativen Stichproben von 14- bis 29-Jährigen beruhen.
Hurrelmann war Mitglied des Expertenrats Demografie beim Bundesminister des Innern, der von 2010 bis 2017 den Ausschuss von Staatssekretären verschiedener Bundesministerien beim Thema „Gestaltung der demografischen Entwicklung“ beriet. Er fungierte als stellvertretender Sprecher eines Expertenkreises, der 2018 den Nationalen Aktionsplan Gesundheitskompetenz erstellte.
Seit 2020 arbeitet er als Senior Expert am Forschungsinstitut für Bildungs- und Sozialökonomie (FiBS), das von Dieter Dohmen geleitet wird. Als wissenschaftlicher Berater verantwortet er unter anderem die seit 2021 vom FiBS regelmäßig durchgeführte Cornelsen Schulleitungsstudie.

### Auszeichnungen
- Preis der Schweizer Margrit-Egnér-Stiftung für sein Lebenswerk (dotiert mit 25.000 Franken), 2003
- Verleihung des Titels Dr. phil. h. c. durch die PH Freiburg, 2018

## Wissenschaftliches Werk
Das wissenschaftliche Werk von Klaus Hurrelmann lässt sich in die Bereiche Bildungsforschung, Sozialisationsforschung, Jugend- und Generationsforschung sowie Gesundheitsforschung untergliedern.

### Bildungsforschung
Hurrelmann startete seine wissenschaftliche Arbeit im Bereich der Bildungsforschung. Dabei konzentrierte er sich darauf, die Ausgangsbedingungen für die Ungleichheit von Bildungschancen zu analysieren. In seiner Dissertation „Unterrichtsorganisation und schulische Sozialisation“ ging er in einer umfangreichen empirischen Studie der Frage nach, wie sich die Aufteilung von Schülern in Lerngruppen mit niedrigem, mittlerem und hohem Leistungsniveau nach unterschiedlichen Leistungsgruppen auf ihre schulische Leistung auswirkt. Die Erwartung, dass diese pädagogisch als „äußere Leistungsdifferenzierung“ bezeichnete Maßnahme die Schüler in der niveauschwächsten Gruppe aus den benachteiligten Elternhäusern stärkt und damit die Bildungsungleichheit verringert, erfüllt sich demnach nicht. Im Gegenteil fühlten sie sich durch die Trennung von den leistungsstärkeren Schülern abgesondert und stigmatisiert, und die Lehrkräfte unterforderten sie im Sinne einer „sich selbst erfüllenden Prophezeiung“. Im Endeffekt sanken ihre schulischen Leistungen ab.
In seiner Habilitationsschrift „Erziehungssystem und Gesellschaft“ hat Hurrelmann diese Erkenntnis auf die Struktur des gesamten Schulsystems übertragen. Seine Analyse zeigt, dass die in Deutschland übliche Aufteilung der Schülerschaft nach der Grundschule auf die drei unterschiedlichen Schulformen Hauptschule, Realschule und Gymnasium mit unterschiedlichem Leistungsniveau und unterschiedlichen Abschlussperspektiven die Bildungsungleichheit verstärkt. Ein selektives Erziehungssystem wirkt demnach als „Vehikel der Reproduktion sozialer Ungleichheit“.
Seit den 1980er Jahren plädiert Hurrelmann für ein integriertes Schulsystem mit mehreren Bildungsgängen. In einem Offenen Brief an die 16 Schulministerien, veröffentlicht in der Wochenzeitung Die Zeit, hat er 1990 aus Anlass der Wiedervereinigung als ersten Reformschritt ein „Zwei-Wege-Modell für die Sekundarschule“ gefordert. Nach der Grundschule soll es demnach nur noch die Wahl zwischen zwei Schulformen geben: Die eine Schulform ist das Gymnasium, die zweite die integrierte Sekundarschule. Beide Schulformen sollen zu allen Schulabschlüssen einschließlich des Abiturs führen, aber dabei unterschiedliche pädagogische und didaktische Konzeptionen verfolgen.
Viele dieser Forderungen sind inzwischen politisch umgesetzt worden: Die Hauptschule wurde nach der Wiedervereinigung in keinem der ostdeutschen Bundesländer eingeführt, und auch in mehreren westlichen Bundesländern wurde diese Schulform eingestellt. An ihre Stelle sind Sekundarschulen mit mehreren Bildungsgängen getreten, die immer häufiger auch mit einer Gymnasialen Oberstufe ausgestattet werden. An diesen Schulen werden verschiedene Modelle der inneren Differenzierung praktiziert. Trotz aller dieser Maßnahmen ist aber immer noch ein hohes Ausmaß von Bildungsungleichheit zu verzeichnen.
Auch die Kooperation zwischen Elternhaus und Schule wurde in den letzten zwanzig Jahren intensiviert. So sind mehrere Ansätze der „Bildungspartnerschaft“ umgesetzt worden. Sie orientieren sich zum Teil an Ansätzen des „Elterntrainings“ mit der Vergabe eines symbolischen „Elternführerscheins“, an denen Hurrelmann als wissenschaftlicher Begleiter mitgewirkt hat. Dazu gehören die Trainingsprogramme „Systematisches Training für Eltern und Pädagogen“ STEP und „Gesetze des Schulerfolgs“ GdS. Letzteres orientiert sich an der Typologie der Erziehungsstile mit dem „Magischen Erziehungsdreieck“ von Hurrelmann, bei dem es um die angemessene Dosierung der drei Impulse „Anerkennung“, „Anregung“ und „Anleitung“ geht.

### Sozialisationsforschung
Im Mittelpunkt von Hurrelmanns Sozialisationstheorie steht das Spannungsfeld zwischen Individuum und Gesellschaft. Er definiert Sozialisation als Persönlichkeitsentwicklung des Individuums, die sich aus der produktiven Verarbeitung der inneren und äußeren Realität ergibt. Die innere Realität eines Individuums wird durch körperliche und geistige Dispositionen und Eigenschaften gebildet, die äußere Realität durch die Eigenschaften der sozialen und physischen Umwelt. Die Verarbeitung der Realität ist produktiv, weil der Einzelne sein Leben aktiv lebt und versucht, die Entwicklungsaufgaben zu bewältigen, denen er sich im Laufe seines Lebens stellen muss.
1983 konzipierte er dafür das „Modell der produktiven Realitätsverarbeitung“ (abgekürzt MpR), das den konzeptionellen Rahmen für die Auswahl von Einzeltheorien aus Soziologie, Psychologie, Gesundheits- und Neurowissenschaften setzt. Dieses Modell dient als Ausgangspunkt für seine Forschung im Bereich von Kindheit, Jugend, jungem Erwachsenenalter und Generationenbeziehungen. Kernannahme dieses Modells ist, dass sich die Persönlichkeit nicht unabhängig von der Gesellschaft in ihren Funktionen und Dimensionen ausbildet, sondern in einer konkreten, historisch vermittelten Lebenswelt über die gesamte Lebensspanne hinweg kontinuierlich gestaltet wird. Der Mensch als autonomes Subjekt hat die lebenslange Aufgabe, die Prozesse der sozialen Integration und der persönlichen Individualisierung in Einklang zu bringen. Über die gesamte Lebensspanne hinweg bewältigt das Individuum diese Aufgabe in altersgemäßen, seinem Entwicklungsstand entsprechenden Schritten. Diese „Entwicklungsaufgaben“ sind: Bildung/Qualifikation, Bindung/Soziale Kontakte, Konsum/Regeneration und Partizipation/Wertorientierung. In diesem Sinne besteht die Sozialisation in einer komplexen kontinuierlichen Arbeit an der eigenen Persönlichkeit. Sie kann gelingen, aber unter ungünstigen Bedingungen auch scheitern. Das Scheitern führt zu Problemen mit der Identität, der Persönlichkeit und der Gesundheit.
In den Lehrbüchern „Einführung in die Sozialisationstheorie“, „Lebensphase Jugend“, „Kindheit heute“ und „Gesundheits- und Medizinsoziologie“ werden Hurrelmanns Ansätze ausformuliert. Diese Lehrbücher und die ergänzenden Handbücher wurden und werden von Klaus Hurrelmann seit vielen Jahren unter anderem zusammen mit Sabine Andresen, Ullrich Bauer, Heidrun Bründel, Gudrun Quenzel, Katharina Rathmann und Matthias Richter permanent aktualisiert und weiterentwickelt. Sie sind alle auch in englischer Sprache erschienen. Das MpR hat dadurch Eingang in zahlreiche schulische und hochschulische Lehrpläne gefunden und ist zum Beispiel in Nordrhein-Westfalen in den letzten Jahren Bestandteil der Abiturprüfungen in Pädagogik und Sozialwissenschaft.

### Jugend- und Generationsforschung
Klaus Hurrelmann hat sich darauf konzentriert, sein Konzept für Entwicklungsaufgaben auf die Lebensphasen Kindheit und Jugend anzuwenden. Als zentrale Entwicklungsaufgaben im Säuglings- und Kleinkindalter identifiziert er den Aufbau eines emotionalen Grundvertrauens, die Entwicklung von Kommunikationsfähigkeit und Bindungsverhalten, die Entwicklung der Fähigkeit, sich verbal auszudrücken, die Identifikation mit dem eigenen Geschlecht und den Aufbau grundlegender sensorischer und motorischer Fähigkeiten. In der späteren Kindheit ab dem sechsten Lebensjahr kommen zu diesen Aufgaben die Entwicklung von weiblichem oder männlichem Rollenverhalten, das Erlernen von Grundfertigkeiten im Lesen, Schreiben und Rechnen sowie die Ausbildung von Kompetenzen im Umgang mit Medien und Freizeit hinzu. Dieser Ansatz versteht Kinder als autonome Subjekte, die produktiv an der Gestaltung ihres Lebens beteiligt sind.
Hurrelmann begreift die Adoleszenz als eine autonome Lebensphase, die sich in den letzten 100 Jahren zwischen Kindheit und Erwachsensein eingefügt hat. Diese Lebensphase dauert in der Regel etwa 15 Jahre. Sie beginnt heute früher als je zuvor in der Menschheitsgeschichte, weil Kinder immer früher in die Pubertät kommen. Auf der anderen Seite ist die Adoleszenz aber auch offener als je zuvor und im Grunde unplanbar geworden. Dies wirkt sich auf die Bewältigung von Entwicklungsaufgaben aus: In den Bereichen Bildung und Qualifizierung steigen die Anforderungen; die Ablösung von den Eltern und die Entwicklung eigener Bindungen werden verschoben, und der Erwerb von Kompetenzen als Konsument, Mediennutzer, Wirtschaftsbürger sowie die Teilhabe an Politik und Gesellschaft werden immer mehr als eigenverantwortlich zu bewältigende Aufgaben angesehen. Daraus ergeben sich eine Reihe von Entwicklungsproblemen. Nach Hurrelmann sind die soziale Herkunft und das Geschlecht die wichtigsten Unterschiede für die erfolgreiche Bewältigung der in dieser Lebensphase zu bewältigenden Entwicklungsaufgaben. Dabei scheinen männliche Jugendliche in zunehmendem Maße Probleme bei der Bewältigung dieser Entwicklungsaufgaben zu haben.
In Anlehnung an die Arbeiten von Karl Mannheim verbindet Hurrelmann diesen Ansatz mit der Generationenforschung. Sein Ziel ist es, herauszuarbeiten, wie technologische, wirtschaftliche und politische Ereignisse die Persönlichkeit generationsspezifisch prägen. Dabei zeigt sich, wie die Notwendigkeit, sich permanent mit unvorhersehbaren Zukünften und unsicheren Lebensperspektiven auseinanderzusetzen, in der jungen Generation der Jahrgänge 1985 bis 2000 zu einer Mentalität des zaghaften Ausprobierens und pragmatischen Erprobens von Alternativen führt. Klaus Hurrelmann nennt diese Mitglieder der heutigen jungen Generation, die er auch als „Generation Y“ oder „Ego-Taktiker“ bezeichnet. Seit kurzem wird auch die jüngste Generation untersucht, die zwischen 2000 und 2015 geboren wurde. Diese jungen Menschen werden üblicherweise als „Generation Z“ bezeichnet. Hurrelmann plädiert für die Bezeichnung „Generation Greta“ wegen des großen Einflusses der schwedischen Klimaaktivistin Greta Thunberg auf Einstellungen und Verhalten der „Post-Millennials“.
Seine theoretischen Ansätze zur Adoleszenz wurden in vielen empirischen Studien angewandt. Dazu gehören neben dem Sonderforschungsbereich „Prävention und Intervention im Kindes- und Jugendalter“ insbesondere die Shell Jugendstudien. Klaus Hurrelmann konzipierte die neue Generation der Shell Jugendstudien, die seit 2002 gemeinsam mit dem Sozialforschungsinstitut Infratest-Kantar durchgeführt werden. In jüngster Zeit kamen Studien zur Berufsausbildung und Berufswahl Jugendlicher sowie zur Altersvorsorge und den Finanzen Jugendlicher sowie junger Erwachsener hinzu.

### Gesundheitsforschung
In der Gesundheitsforschung liegt ein zentraler Beitrag von Hurrelmann in der Etablierung der „Gesundheitswissenschaften“ in Deutschland als Pendant zum Gebiet „Public Health“ in den englischsprachigen Ländern. Dies drückt sich in seiner schon erwähnten Tätigkeit als Gründungsdekan der Fakultät für Gesundheitswissenschaften an der Universität Bielefeld seit 1993 und in der federführenden Herausgeberschaft des ersten „Handbuch Gesundheitswissenschaften“ aus. Hurrelmann setzt sich für eine Weiterführung des Begriffs „Gesundheit“ ein, die von der Weltgesundheitsorganisation (WHO) in ihrem Gründungsstatut von 1946 definiert wurde: „Gesundheit ist der Zustand des völligen körperlichen, seelischen und sozialen Wohlbefindens und nicht nur das Freisein von Krankheit und Gebrechen“.
Im Anschluss an seine Sozialisationstheorie schlägt Hurrelmann in seinem Lehrbuch „Gesundheitssoziologie“ eine interdisziplinär verwendbare Definition des Begriffs „Gesundheit“ vor: „Gesundheit ist das Stadium des Gleichgewichtes von Risiko- und Schutzfaktoren, das eintritt, wenn einem Menschen eine Bewältigung sowohl der inneren (körperlichen und psychischen) als auch äußeren (sozialen und materiellen) Anforderungen gelingt (…) Gelingt das Gleichgewicht, dann kann dem Leben Freude und Sinn abgewonnen werden, es ist eine produktive Entfaltung der eigenen Kompetenzen und Leistungspotentiale möglich und es steigt die Bereitschaft, sich gesellschaftlich zu integrieren und zu engagieren“. Diese Definition hat in den letzten 30 Jahren Eingang in die interdisziplinäre internationale Fachdiskussion gefunden.
Als wichtige Arbeitsgebiete der Gesundheitswissenschaften identifiziert Hurrelmann die sich ergänzenden Ansätze von Krankheitsprävention und Gesundheitsförderung, die im „Referenzwerk Prävention und Gesundheitsförderung“ dargestellt werden. In der empirischen Forschung hat er vor allem Forschungsprojekte zur Prävention von Suchtverhalten, Gewalt und Aggression und Entwicklungsstörungen bei Kindern und Jugendlichen umgesetzt. Er engagiert sich für die Einbeziehung gesundheitswissenschaftlicher Themen in die Lehrpläne von allgemeinbildenden Schulen und entwickelt hierfür gesundheitsdidaktische Konzepte. Sie richten sich sowohl auf die unterrichtliche Vermittlung von Gesundheitsthemen als auch auf die gesundheitsförderliche Gestaltung des Sozialraums Schule. Während der Corona-Pandemie war er an empirischen Studien beteiligt, in denen die starke gesundheitliche Belastung von Kindern und Jugendlichen durch die Einschränkungen des Betriebes an Kindergärten und Schulen analysiert wurde. Ein weiterer Arbeitsschwerpunkt von Hurrelmann sind Gesundheitskommunikation und Gesundheitskompetenz.

## Publikationen (Auswahl)
Lehrbücher (Auswahl)
- Developmental Tasks in Adolescence (2019). Routledge, New York, ISBN 978-1-138-32243-1
- Einführung in die Kindheitsforschung (2003). Beltz, Weinheim, ISBN 978-3-407-25282-1.
- Einführung in die Sozialisationstheorie (2020). Beltz, Weinheim, ISBN 978-3-407-25843-4.
- Erziehungssystem und Gesellschaft (1975). Rowohlt, Reinbek, ISBN 978-3-499-21070-9.
- Gesundheits- und Medizinsoziologie (2013). Beltz Juventa, Weinheim, ISBN 978-3-7799-2605-4.
- Human Development and Health (1989). Springer, New York, ISBN 978-3-642-74330-6.

- Kindheit (2010). Beltz, Weinheim, ISBN 978-3-407-34202-7.
- Kindheit heute (2017). Beltz, Weinheim, ISBN 978-3-407-25774-1.
- Lebensphase Jugend (2016). Beltz Juventa, Weinheim, ISBN 978-3-7799-2619-1.
- Socialisation During the Life Course (2018). Routledge, New York, ISBN 978-1-138-50218-5.
- Social Structure and Personality Development (2009). Cambridge University Press, New York, ISBN 978-0-521-35747-0.
- Understanding Public Health (2020). Routledge, New York, ISBN 978-0-367-36076-4.

Handbücher(Auswahl)
- Handbuch Bildungsarmut (2018). VS, Wiesbaden, ISBN 978-3-658-19572-4
- Geschlecht und Gesundheit (2016). Hogrefe, Göttingen, ISBN 978-3-456-85466-3.
- Handbuch Gesundheitswissenschaften (2015). Beltz Juventa, Weinheim, ISBN 978-3-7799-0797-8.
- Handbuch Sozialisationsforschung (2015). Beltz, Weinheim, ISBN 978-3-407-83183-5.
- Health Hazards in Adolescence (1990). De Gruyter, Berlin/New York, ISBN 978-3-11-012448-4.
- Health Risks and Developmental Transitions during Adolescence (1997). Cambridge University Press, New York, ISBN 978-0-521-48053-6.
- Individualization in Childhood and Adolescence (1996). De Gruyter, Berlin/New York, ISBN 978-3-11-014681-3.
- International Handbook of Public Health (1996). Greenwood Publishers, Westport, ISBN 978-0-313-29500-3.
- International Handbook of Adolescence (1994). Greenwood Publishers, Westport, ISBN 978-0-313-28584-4.
- Leistung und Wohlbefinden in der Schule (2018). Beltz Juventa, Weinheim, ISBN 978-3-7799-3859-0.
- Social Networks and Social Support in Childhood and Adolescence (1994). De Gruyter, Berlin/New York, ISBN 978-3-11-014360-7.
- Social Problems and Social Contexts in Adolescence (1996). Aldinge, New York, ISBN 978-0-202-36101-7.
- Soziologie von Gesundheit und Krankheit (2016). Springer, Wiesbaden, ISBN 978-3-658-11010-9.
- Referenzwerk Prävention und Gesundheitsförderung (2018). Huber, Bern, ISBN 978-3-456-85590-5.

Empirische Studien
- 14. Shell Jugendstudie (2002). S. Fischer, Frankfurt am Main, ISBN 978-3-596-15849-2.
- 15. Shell Jugendstudie (2006). S. Fischer, Frankfurt am Main, ISBN 978-3-596-17213-9.
- 16. Shell Jugendstudie (2010). S. Fischer, Frankfurt am Main, ISBN 978-3-596-18857-4.
- 17. Shell Jugendstudie (2015). S. Fischer, Frankfurt am Main, ISBN 978-3-596-03401-7.
- 18. Shell Jugendstudie (2019). Beltz, Weinheim, ISBN 978-3-407-83195-8.
- Jugend, Vorsorge, Finanzen (2019). Beltz Juventa, Weinheim, ISBN 978-3-7799-3967-2.
- Kinder 2013. 3. World Vision Kinderstudie (2013). Beltz, Weinheim, ISBN 978-3-407-85950-1.
- Lost in Democratic Transition (2015). Berlin: Friedrich Ebert Stiftung, ISBN 978-9958-884-42-9.
- McDonald’s Ausbildungsstudie (2019). München: McDonald’s